# 布拉德利·卡内尔
布拉德利·卡内尔（Bradley Carnell，1977年1月21日—）是一位南非球员，场上位置为中场。
1998年，他来到德国，成为斯图加特队一员。由于多次受伤，只能坐在板凳上。2003年来到门兴格拉德巴赫队，也未能取得职业上的突破。自2005年起为卡尔斯鲁厄队效力。此外还曾为南非国家足球队出场31次。个人的最大荣誉为2003年随斯图加特队获得的德甲亚军。